# Führungsunterstützungsbasis
Die Führungsunterstützungsbasis FUB war eine Verwaltungseinheit der Schweizer Armee. Sie stellte, mit weiteren Leistungserbringern, die Führungsunterstützung für die Führungsfähigkeit der Armee sowie des nationalen Krisenmanagements sicher. Das Ziel der FUB war es, die politische und militärische Führung der Schweiz zu unterstützen.
Die FUB unterhielt die Informations- und Kommunikationstechnologie (IKT), die Elektronische Kriegführung, die elektronische Luftraumbewachung mit Hilfe von Radar, Kryptologie und Sprachspezialisten, den Führungsdienst sowie Dienstleistungen im Bereich der Hauptquartiere.
Sie wurde am  1. Januar 2024 vom Kommando Cyber als Bundesamt abgelöst.

## Geschichte
Die Übermittlungsdienste wurden nach dem Zweiten Weltkrieg in allen Truppengattungen aufgenommen, ohne dass jedoch eine zentrale Führung existierte. Formell gehörte die Übermittlung zu den Genietruppen.
Fünf Jahre lang wurde ohne zentrale Führung gearbeitet, bis der damalige Waffenchef der Genietruppen beim Bundesrat beantragte, eine neue Abteilung für Übermittlungstruppen (AUEM) zu gründen, da die Telekommunikation immer mehr an Bedeutung gewonnen hatte. Diese neue Abteilung wurde auf den 1. Januar 1951 geschaffen, mit insgesamt 28 angestellten Beamten.
Im Jahr 1978 beschäftigte die AUEM insgesamt 300 Personen, einschliesslich der Berufsoffiziere. Die Miliz umfasste rund 30'000 Übermittler. Ein Jahr später, also 1979, wurde die AUEM aufgrund einer Neuorganisation der Bundesverwaltung zum Bundesamt für Übermittlung (BAUEM) erhoben.
Mit der Reorganisation EMD 95 wurde das BAUEM als Untergruppe Führungsunterstützung (UG FU) in den neu organisierten Generalstab integriert. Die Truppe und der Ausbildungsbereich mit den Instruktoren wurde ausgegliedert und die UG FU hatte somit nun weniger als 150 Angestellte.
Im Zuge der Planung der Armee XXI, beantragte der Chef UG FU eine umfassende Führungsunterstützung für das Eidgenössische Departement für Verteidigung, Bevölkerungsschutz und Sport (VBS) zu schaffen, was ihm auch bewilligt wurde. Somit konnte die FUB auf den 1. Januar 2005 operationell aufgeschaltet werden – sie beinhaltete dieselben Elemente wie seinerzeit das BAUEM, exklusive der Lehrverbände.
Um den Bereich Cyber Defence zu stärken und die personelle Durchhaltefähigkeit sicherzustellen, hatte im Sommer 2018 der erste Cyber-Lehrgang mit Milizleuten der Schweizer Armee gestartet. Als Pilotprojekt wurden in der EKF-Schule 64 in Jassbach 18 Rekruten ausgebildet. Zu Beginn 2024 wurde die FUB durch das Kommando Cyber abgelöst. Dieses Kommando soll die militärischen Schlüsselfähigkeiten in den Bereichen Lagebild, Cyberabwehr, Informations- und Kommunikationstechnik, Führungsunterstützung, Kryptologie und elektronische Kriegführung abdecken. Personell soll das Kommando ausgebaut werden, inklusive einem Cyber-Bataillon und einem Cyber-Fachstab.

## Organisation
Der letzte Chef der Führungsunterstützungsbasis war Thomas Fankhauser; er war direkt dem Chef der Armee unterstellt.
Dem Chef FUB waren sein Stab in Form der Abteilung Einsatz- und Krisenmanagement (EKM), sein Stellvertreter mit der Abteilung Unternehmensentwicklung und Ressourcen (UER) sowie sechs weitere Bereiche unterstellt. Diese sechs Bereiche waren ursprünglich:
- Cyber Security (CYS)
- Kundenservices (KS)
- Betrieb (BETR)
- Erneuerung (ERN)
- Zentrum Elektronische Operationen (ZEO)
- Führungsunterstützungsbrigade 41/SKS

### Liste der Chefs FUB
1. Kurt Nydegger (1. Januar 2005 bis 31. Dezember 2010), vorher Chef Führungsunterstützung im Führungsstab der Armee[9]
2. Roberto Fisch (1. Januar 2011 bis 26. August 2012)[10]
3. Bernhard Bütler ad interim (5. September 2012 bis 31. Dezember 2012)[11]
4. Jean-Paul Theler (1. Januar 2013 bis 31. Dezember 2017)[12]
5. Thomas Süssli (1. Januar 2018 bis 31. Dezember 2019)[13]
6. Alain Vuitel (1. Januar 2020 bis 30. April 2021)[14]
7. Thomas Fankhauser (1. Mai 2021 bis 31. Dezember 2023)[15]